# گردان‌های الاشتر
گردان‌های الاشتر (به عربی: سرایا الأشتر) برگرفته از نام مالک اشتر، یک گروه مردمی شیعه در بحرین است که به عنوان یک سازمان تروریستی شناخته شده است.
مبانی فکری این گروه وابسته به تئوری انقلاب اسلامی ایران است.

## دیدگاه‌ها
- پس از ترور سید حسن نصرالله، گردان‌های الاشتر و گردان‌های وعدالله (که معروف به مقاومت اسلامی در بحرین هستند) طی بیانیه ای درگذشت نصرالله را به «ساحت مقدس امام عصر (عج) و نائب بر حق ایشان، سید علی خامنه‌ای (مدظله العالی)» تسلیت گفتند. در این بیانیه آمده است: «هر صهیونیستی که در خاک بحرین اسلامی است، خونش مباح است چراکه آنها محارب با خدا و پیامبرانش هستند.» مقاومت اسلامی بحرین ضمن درخواست برای بسیج عمومی افزود: «ما باید تصاویر سید حسن نصرالله را در همه جا برافراشته و روستاها و شهرهایمان را با پرچم‌های زرد رنگ (پرچم‌های حزب‌الله) تزیین کنیم و عشق او را در دل‌های نسل‌هایمان تثبیت کنیم.»[۴]